# Província de Granada
Granada (en castellà, Granada) és una província d'Espanya. Té 12.531 km² i 901.220 habitants. La capital és la ciutat de Granada amb quasi 240.000 habitants. Destaquen com a poblacions importants Motril, Loja, Baza i Guadix.
Les comarques de Granada són Alhama, la Alpujarra Granadina, Baza, la Costa Granadina, Guadix, Huéscar, Loja, Los Montes, Valle de Lecrín i la Vega de Granada. Destaca en l'orografia Serra Nevada amb el pic Mulhacén, el més alt de la península Ibèrica.